# Mendel Witzenhausen
Mendel Witzenhausen (Amsterdam, 3 januari 1976) is een voormalig Nederlands voetballer die doorgaans als verdediger speelde.
Witzenhausen speelde in de jeugd bij AFC Amsterdam en AFC Ajax. De verdediger behoorde tot de selectie van het eerste elftal in het succesjaar 1994/95, maar tot een officieel debuut bij Ajax kwam het niet. Hij ging in 1995 naar VVV, waar hij in twee seizoenen 50 wedstrijden (2 doelpunten) speelde in de Eerste divisie. In 1997 ging hij naar HFC Haarlem, waar hij nog vier seizoenen speelde (118 wedstrijden, 6 doelpunten) en ook aanvoerder was. In 2001 keerde hij terug naar de amateurs en via FC Hilversum en USV Elinkwijk kwam hij weer terecht bij AFC.
Hij was Nederlands jeugdinternational en nam deel aan het Europees kampioenschap voetbal onder 16 - 1992, het Europees kampioenschap voetbal onder 18 - 1993, 1994 en het Wereldkampioenschap voetbal onder 20 - 1995.
Vanaf 2009 was hij assistent en trainer van het tweede team bij zaalvoetbalclub FC Marlène.

## Cluboverzicht
| Seizoen | Club        | Land      | Competitie     | Wed. | Goals |
| ------- | ----------- | --------- | -------------- | ---- | ----- |
| 1994/95 | AFC Ajax    | Nederland | Eredivisie     | 0    | 0     |
| 1995/96 | VVV         | Nederland | Eerste divisie | 30   | 2     |
| 1996/97 | VVV         | Nederland | Eerste divisie | 20   | 0     |
| 1997/98 | HFC Haarlem | Nederland | Eerste divisie | 27   | 0     |
| 1998/99 | HFC Haarlem | Nederland | Eerste divisie | 30   | 2     |
| 1999/00 | HFC Haarlem | Nederland | Eerste divisie | 30   | 0     |
| 2000/01 | HFC Haarlem | Nederland | Eerste divisie | 31   | 4     |
| Totaal  | Totaal      | Totaal    | Totaal         | 188  | 8     |